# Beniczky János Károly
Beniczei és micsinyei Beniczky János Károly (Dunajec, 1746. április 9. – Pécs, 1817. szeptember 25.) pécsi kanonok.

## Élete
Középiskoláit Besztercebányán, a bölcseletet Egerben és Vácon végezte, hol a papi pályára lépett; a teológiára 1767-ben Rómába küldetett, hol hittudorrá lett; 1770-ben hazatérvén, az ecsegi plébánián segédkezett; négy év múlva Vácra hivatott meg titkárnak és hittanárnak; ismét négy év múlva Pécsre küldték, hol a teológiát és egyháztörténetet adta elő; 1781. szeptember 11-én tiszteletbeli kanonokká neveztetett ki. 1784. december 6-án mohácsi plébános, 1790. május 19-én kanonok és 1810. január 17-én scardoniai választott püspök lett.

## Művei
- Oratio ad Christoph. cardinalem ex comitibus a Migazzi… habita Vacii dum junior clerus in novas seminarii aedes induceretur Vacii. 1780.